# Redempció: Robar als morts
Redempció: Robar als morts (títol original en anglès, Redemption: For Robbing The Dead) és una pel·lícula independent de western del 2011 escrita i dirigida per Thomas Russell, professor de cinema a la Universitat Brigham Young. La pel·lícula és protagonitzada per Jon Gries, Edward Herrmann, Barry Corbin, Gregg Christensen, Margot Kidder, Rance Howard i Larry Thomas. Es basa en fets reals, explica una versió fictícia del lladre de tombes Jan Baptiste que va ser condemnat a l'exili a Utah el 1862. La pel·lícula va rebre un premi AML. S'ha doblat al català.
El film es va projectar al Festival Internacional de Cinema Heartland de 2011.